# Onze-Lieve-Vrouw-Onbevlekt-Ontvangenkerk (Kessel-Eik)

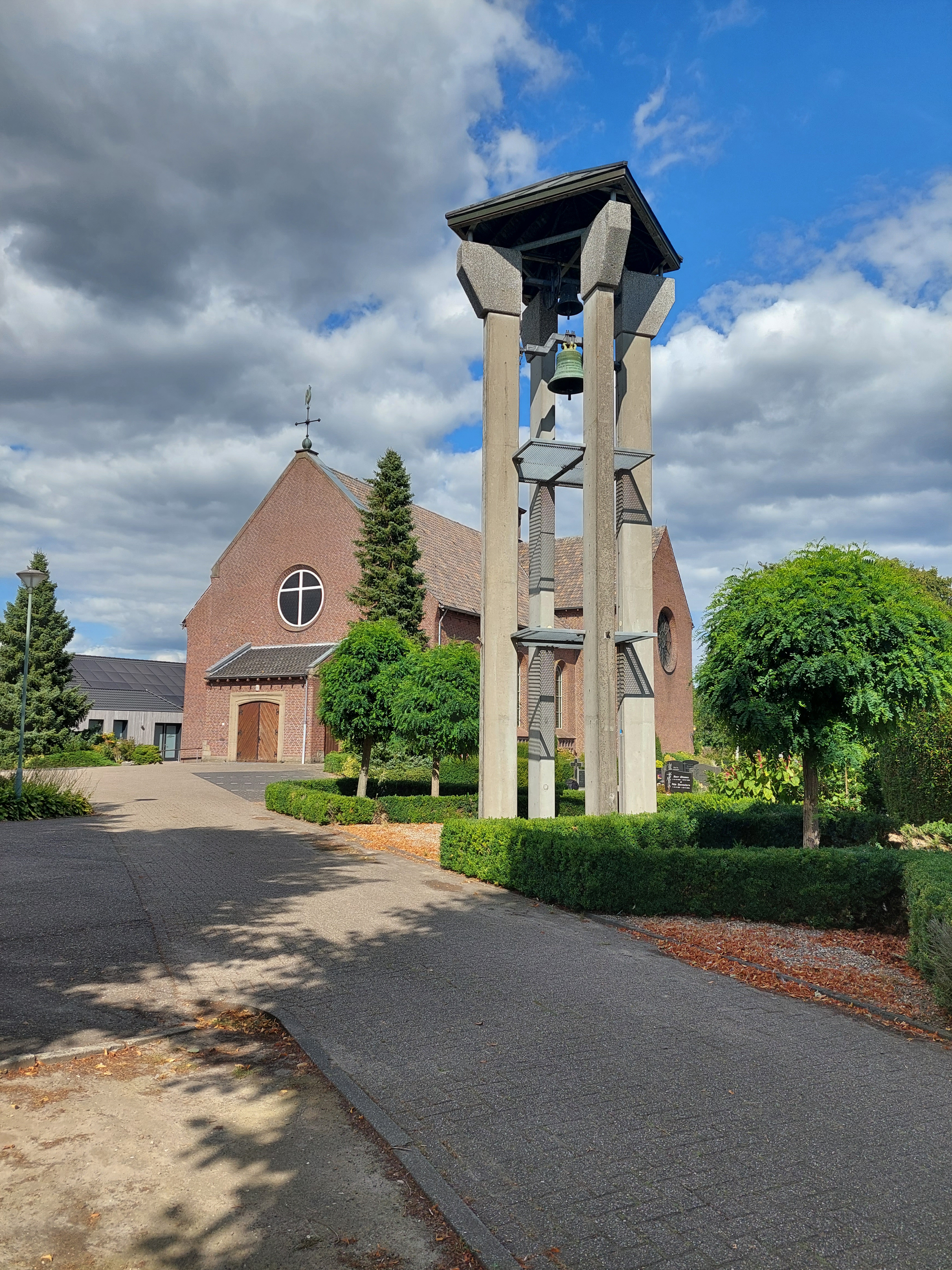
Onze-Lieve-Vrouw-Onbevlekt-Ontvangenkerk met klokkentoren in Kessel-Eik

De Onze-Lieve-Vrouw-Onbevlekt-Ontvangenkerk is de parochiekerk van Kessel-Eik in de Nederlandse gemeente Peel en Maas, gelegen aan Maasstraat 1.

## Geschiedenis
Vanouds kerkten de gelovigen van Kessel-Eik in de Onze-Lieve-Vrouw-Geboortekerk te Kessel. Pas in 1882 werd een kapel gebouwd waarin 's-winters Missen werden opgedragen. De kapel werd gebouwd met de afkoopsom die een boer moest betalen om verlost te worden van een uit de Middeleeuwen stammende verplichting om een fokstier te houden ten behoeve van het gehele dorp.
In 1946 werd een rectoraat ingesteld. Architect Jos Wielders leverde het ontwerp voor een rectoraatskerk die de te klein geworden kapel zou dienen te vervallen. In 1949 vigeerde echter een bouwverbod, in verband met materiaalschaarste. Toen dit in 1950 werd opgegeven was de architect reeds overleden. Jacques van Groenendael jr. nam het werk over. In 1951 kwam de kerk gereed. In 1974 werd het rectoraat verheven tot parochie.

## Gebouw
Het betreft een bakstenen kruiskerk, geïnspireerd op de vroegchristelijke basilicastijl. De scheibogen zijn rondbogen en, evenals de pilaren waarop ze rusten, uitgevoerd in schoon metselwerk. Ook is het schip overwelfd met een cassetteplafond, dat echter gebogen is. De kerk heeft een vieringtorentje, maar de klokken hangen in een open betonnen klokkentoren die los van de kerk staat opgesteld.
Het orgel is een Verschueren-orgel uit 1963.